# Luigi Berzolari

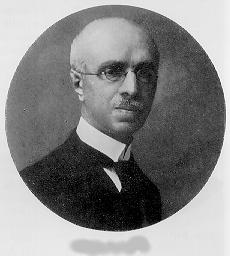
Luigi Berzolari

Luigi Berzolari (* 1. Mai 1863 in Neapel; † 10. Dezember 1949 in Pavia) war ein italienischer  Mathematiker, der sich vor allem mit algebraischer Geometrie, Theorie der Formen und projektiver Differentialgeometrie beschäftigte.

## Leben und Wirken
Berzolari studierte an der Universität Pisa bei Eugenio Bertini und machte 1884 seinen Abschluss (Laurea). Danach war er Assistent von Bertini in Pisa und unterrichtete an Gymnasien in Pavia und Vigevano. 1893 wurde er außerordentlicher Professor für Darstellende und Projektive Geometrie an der Universität Turin und 1899 ordentlicher Professor für Algebra, Analysis und analytische Geometrie in Pavia, wo er zeitweise auch Rektor war. 1924/25 war er auch ein Jahr Professor an der neugegründeten Universität Mailand. 1935 emeritierte er.
Mit Giulio Vivanti und Duilio Gigli gab er 1930 bis 1950 die Enciclopedia delle matematiche elementari e complementi (Mailand: Hoepli) in 7 Bänden heraus (wobei er selbst einen Beitrag über Mathematikgeschichte verfasste). In der Enzyklopädie der mathematischen Wissenschaften schrieb er 1906 einen Artikel über algebraische Kurven und 1932 über algebraische Transformationen (und Korrespondenzen).
Er war ab 1933 als Nachfolger von Salvatore Pincherle Präsident der Union Italienischer Mathematiker (UMI) und des Istituto Lombardo di scienze e lettere sowie Vorsitzender von Mathesis (der Vereinigung italienischer Mathematiklehrer). Er war Mitglied der Accademia dei Lincei, der Accademia delle Scienze di Torino, der Accademia delle Scienze dell’Istituto di Bologna und der Accademia Pontaniana in Neapel.